# 境界知能
境界知能（きょうかいちのう、
英: Borderline Intellectual Functioning、BIF）とは、知能指数（IQ）の分布において「平均的とされる領域」と「知的障害とされる領域」の境界に位置すること。平均的ではないが知的障害でもない、知能指数にしてIQ70以上85未満の状態を指す。統計上、全体の14パーセントがこの「境界知能」に該当する。

知能指数分布図。左半分における「青く示された部分」がいわゆる境界知能。

また境界知能の統計に関して研究や国によって異なり、例えばイタリアでは2.5～7パーセント、スペインでは3パーセント、イギリスでは12.3パーセントとされている。アメリカでは13.5パーセントで、約4000万人が境界知能だとも言われている。世界全体で境界知能の割合は7～14パーセント（もしくは12～14パーセント）と推定されており、またオランダの研究では境界知能の割合は増加傾向にあるとさ、12～18パーセントだとされている。
グレーゾーンとも呼ばれる。境界知能に該当する者は、かつては世界保健機関（WHO）のICD-8（1965〜1974年）で「境界線精神遅滞」と分類されていたが、現行の基準では知的障害とは見なされない。
境界知能がある人は、ADHAや自閉スペクトラム症などの発達障害や精神疾患の障害も併合しているケースもある。
境界知能児は、知的障害児とは異なり「自分が他者からどう見られているか」を認知できる能力を持つことによって、軽度知的障害児以上に非行や精神障害への脆弱性が高いとされる。
境界知能にある子供の特徴としては、学習困難(勉強が苦手)、認知力の問題、対人関係やコミュニケーションの困難、身の回りや社会生活の困難などがあるとされ、慢性的な教育的失敗から、学校では、教師から叱責、クラスメイト内の孤立、自尊心の低下、学校欠席(不登校)、留年、中退、または中退のリスクに浚われているとされている。勉強や学習が苦手なことから、最終学歴は低い傾向にある。境界知能を持つ子供は失敗率が非常に高いため、アメリカでは学習が遅い、目に見えない子供シャドウ キッズ（Shadow Kids）などとも呼ばれている事もある。また、大人も神経認知や社会的、精神的健康上の問題を含む日常生活や仕事で困難を感じることがあり、一般人と比較すると、最終学歴が低く、スキルの低い仕事に就き、収入が低く、低所得者に成りやすいと言われている。

## 歴史
かつて知的障害は精神薄弱と呼ばれ、境界知能は精神遅滞と呼ばれていた。『History of Mental Retardation: A Quarter Century of Promise』（R・C・シェレンバーガー著、1983年）によると、精神遅滞の現在の定義に共通する主要な概念は、1900年までにアメリカで使用されていた。アメリカ精神遅滞学会（AAMR）の前身であるアメリカ精神薄弱者協会は、1910年の分類体系で、最初の正式な定義を発表した。AAMRは精神遅滞を幼い頃に発達が止まっているか、日常生活の要求を管理したり、仲間と歩調を合わせたりすることができないことによって証明される、精神薄弱な人であると定義し、2歳児レベルで発達が停止しているのが「idiots（白痴）」、2歳から7歳の発達レベルが「imbeciles（愚か者）」、7歳から12歳の発達段階を「morons（馬鹿者）」と3つの障害レベルに分類した。
この定義の採用後、精神薄弱が体質的な状態なのか、それとも社会的能力の欠如に基づく状態なのかについて、この分野では意見が分かれた。
1959年、1961年のAAMRの定義は、知的能力と適応行動機能の測定を正式に統合した最初の定義であった。この定義では、精神遅滞を「発達期に発生し、適応行動の障害と関連する、平均以下の一般的な知的機能」と定義した。
さらに支援団体からの抗議運動により、以前使われていた「idiots」、「imbeciles」、「morons｣と言う侮辱的な知的レベルの言い方を変更する意味から、境界レベル (IQ 67～85)、軽度 (IQ 50～66)、中度 (IQ 33～49)、重度 (IQ16～32)、及び最重度 (IQ <16) と、5つのレベルの分類となり、1970年代初期まで、境界レベルは境界性知的障害（BLID）とされていた。
しかし1973年にハーバート・J・グロスマン博士の知的障害の新しい定義により、AAMRはその定義を変更し、境界線遅滞の分類が削除された。その理由が、部分的に同じくらい精神的に遅れがある少数派の児童・青少年の学生が精神薄弱者であるラベルを貼られると差別や偏見や、不適切に過剰に認識される事への懸念から、社会的スティグマ化を招く恐れがあること、そしてコミュニティにうまく統合されている人々を不釣り合いなほど多く含んでいることなどの理由から、境界線遅滞の分類の定義が削除され、知能指数の上限基準が85から 70以下に変更された。その結果、境界線遅滞とされていた、特別な学校のサービスや政府の支援を受ける資格のある子供の数が大幅に減少した。しかし、専門家はこれが問題であると指摘していた。すでに知的障害と診断され特別な学校の教育支援サービスを受けていた境界線遅滞の子供達が、突然不適格として、その資格が失う事になる為である。
マクミラン博士の1998年の指摘によると、アメリカでは知的障害の基準から境界性カテゴリーが削除されたことに伴い、翌年の1974年から1992年までの間に学習障害と診断された人の数が198パーセントに増加したとされている。
またベトナム戦争中の1966年から1971年の間には、ロバート・マクナマラ国防長官が進めた、10万人計画(Project 100,000)により、境界性を含む、多くの知的障害がある若者が軍隊に入隊し、ベトナムの戦場に派兵された。
また、1970年のイギリスでの出生コホートに関する研究では境界知能を持つ子供は幼少期に不利な経験がある可能性が高い事が判明され、さらに、その子供が大人になっても精神的な苦痛を経験する可能性が高い事が判明されている。
AAMRの定義は1977年に再び改訂され、適応行動に重大な欠陥がある場合、IQが70～75の範囲にある場合も精神薄弱を示す可能性があることを示唆した。
1992年に採用された最新の定義では、AAMRは遅滞のレベルを廃止した。

## 差別用語としての誤用・悪用
「境界知能」は医療・心理領域の中立的な専門用語であり、社会生活の中で困難を抱える当事者を支援する文脈で用いられる用語であるが、インターネット上（とりわけSNS上）で当用語が差別用語として用いられるという問題が発生している。一例として、SNS上で自分と意見が一致しないユーザーに対して「境界知能」という言葉を用いて相手を貶めようとする事例が散見される。